# Chotětice
Chotětice jsou část města Sedlec-Prčice v okrese Příbram ve Středočeském kraji. Nachází se asi 4,5 kilometru severně od Sedlce-Prčic. Částí města protéká Mlýnský potok. Je zde evidováno 25 adres. V roce 2011 zde trvale žilo 72 obyvatel.
Chotětice leží v katastrálním území Divišovice o výměře 7,31 km².

## Historie
První písemná zmínka o vesnici pochází z roku 1378, nicméně existence tvrze nacházející se v obci je doložena až v roce 1510. V tomto roce byla tvrz prodána Matoušem Blanickým z Blanice kupci v podobě Mikuláši Hlaváčovi z Vojenic. Nicméně ten jí v roce 1519 prodal dále Mikuláši Hodějovskému z Hodějova. Po jeho smrti tvrz přešla na jeho syna Smila.

## Obyvatelstvo
| Rok            | 1869 | 1880 | 1890 | 1900 | 1910 | 1921 | 1930 | 1950 | 1961 | 1970 | 1980 | 1991 | 2001 | 2011 | 2021 |
| -------------- | ---- | ---- | ---- | ---- | ---- | ---- | ---- | ---- | ---- | ---- | ---- | ---- | ---- | ---- | ---- |
| Počet obyvatel | 165  | 159  | 167  | 138  | 141  | 147  | 147  | 117  | 112  | 96   | 97   | 67   | 51   | 72   | 74   |
| Počet domů     | 16   | 18   | 19   | 18   | 18   | 18   | 21   | 24   | 24   | 23   | 22   | 22   | 23   | 24   | 24   |

## Obecní správa
Při sčítání lidu v letech 1850–1889 Chotětice byly osadou obce Smilkov v okrese Sedlčany. V letech 1890–1960 byly osadou obce Velké Heřmanice, se kterým patřily nejprve do okresu Sedlčany, ale v roce 1950 v okrese Votice a od roku 1960 v okrese Benešov. Od 12. června 1960 do 31. prosince 1979 byly částí obce Divišovice v okrese Benešov. Od 1. ledna 1980 jsou částí města Sedlec-Prčice v okrese Benešov. Od 1. ledna 2007 vesnice přešla spolu s městem Sedlec-Prčice z okresu Benešov do okresu Příbram.

## Pamětihodnosti
- Poblíž silnice v obci se nalézá kamenná zvonice, která má na podstavci uvedenou dataci 1871.

## Galerie

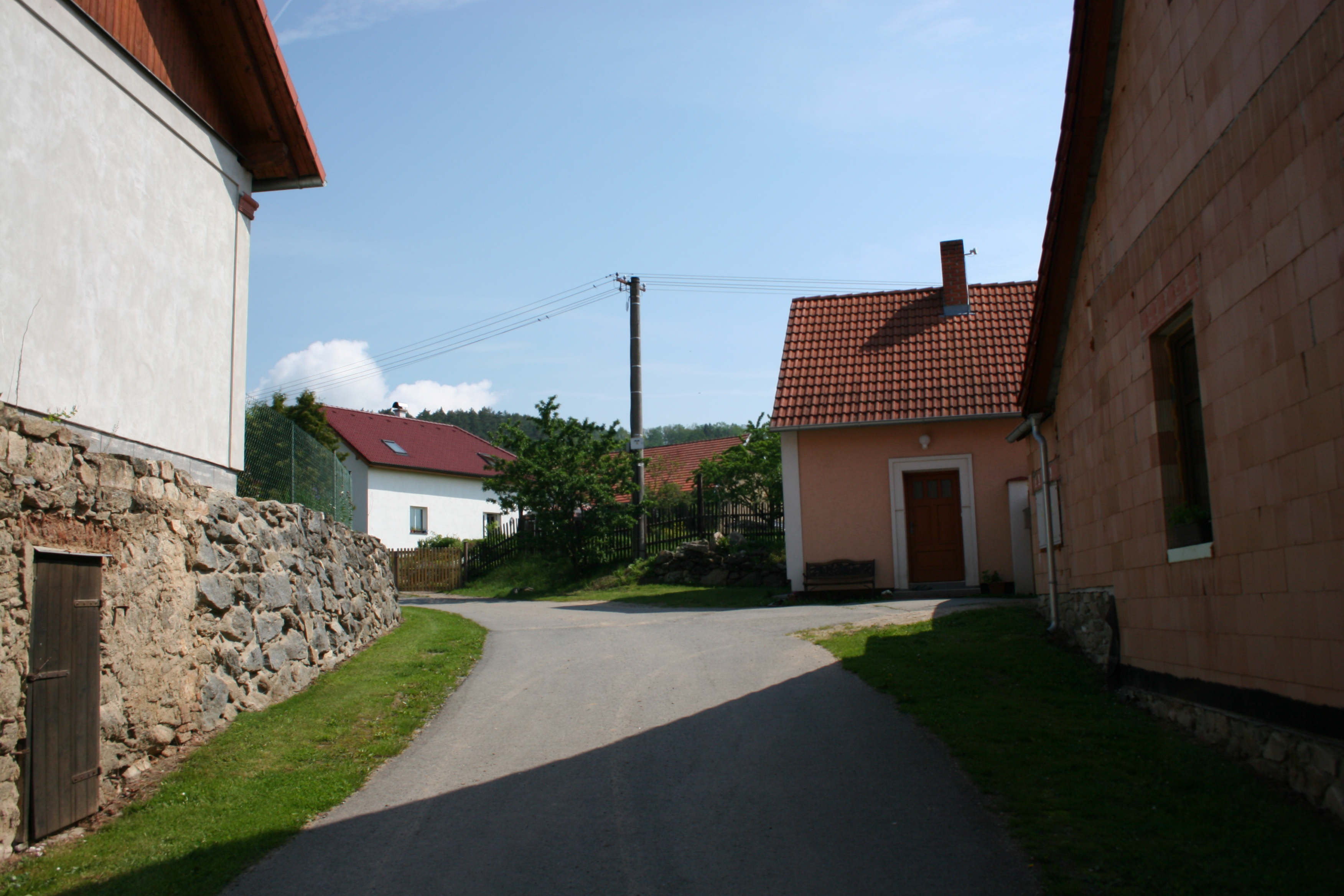
Mezi domy
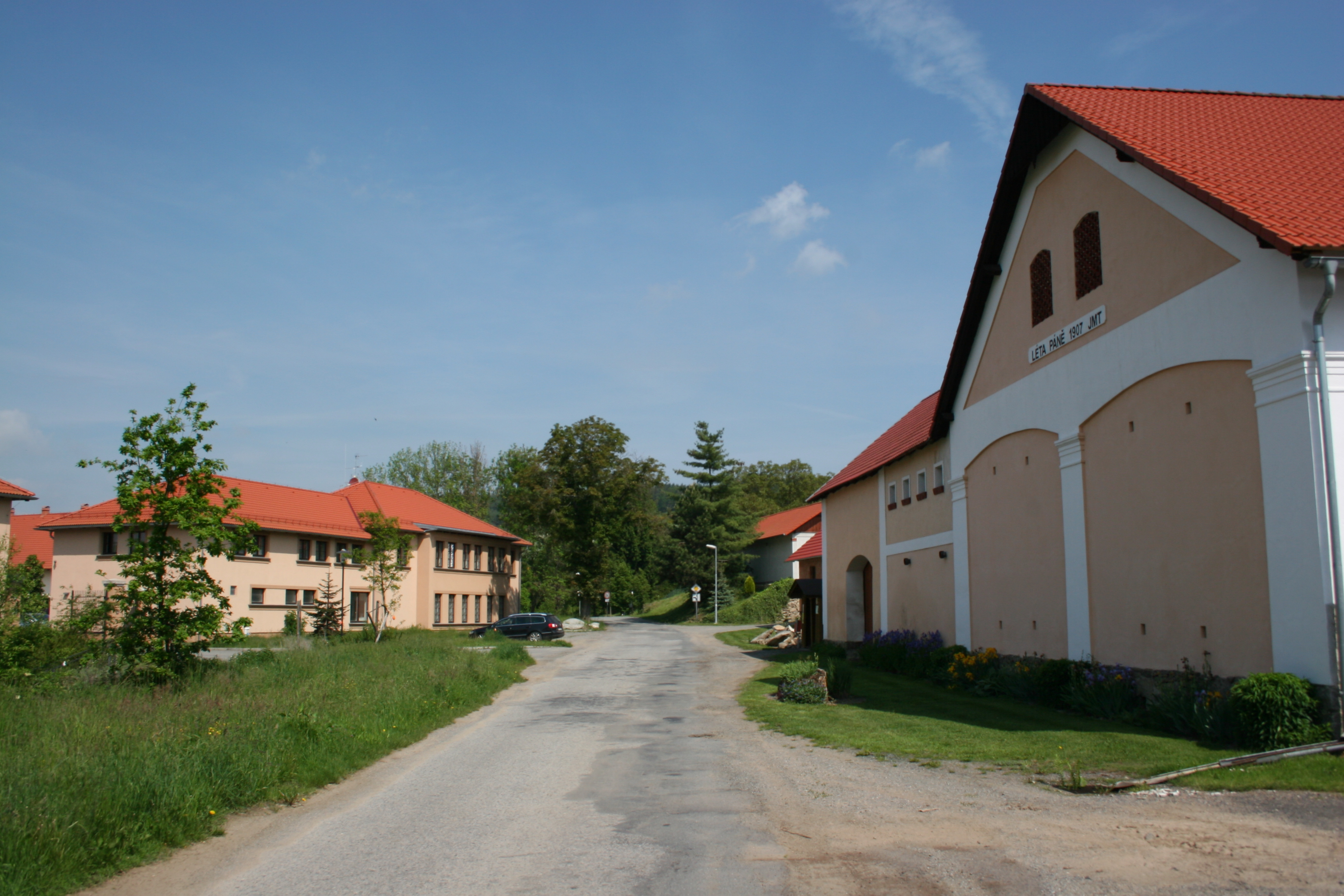
Velkostatek
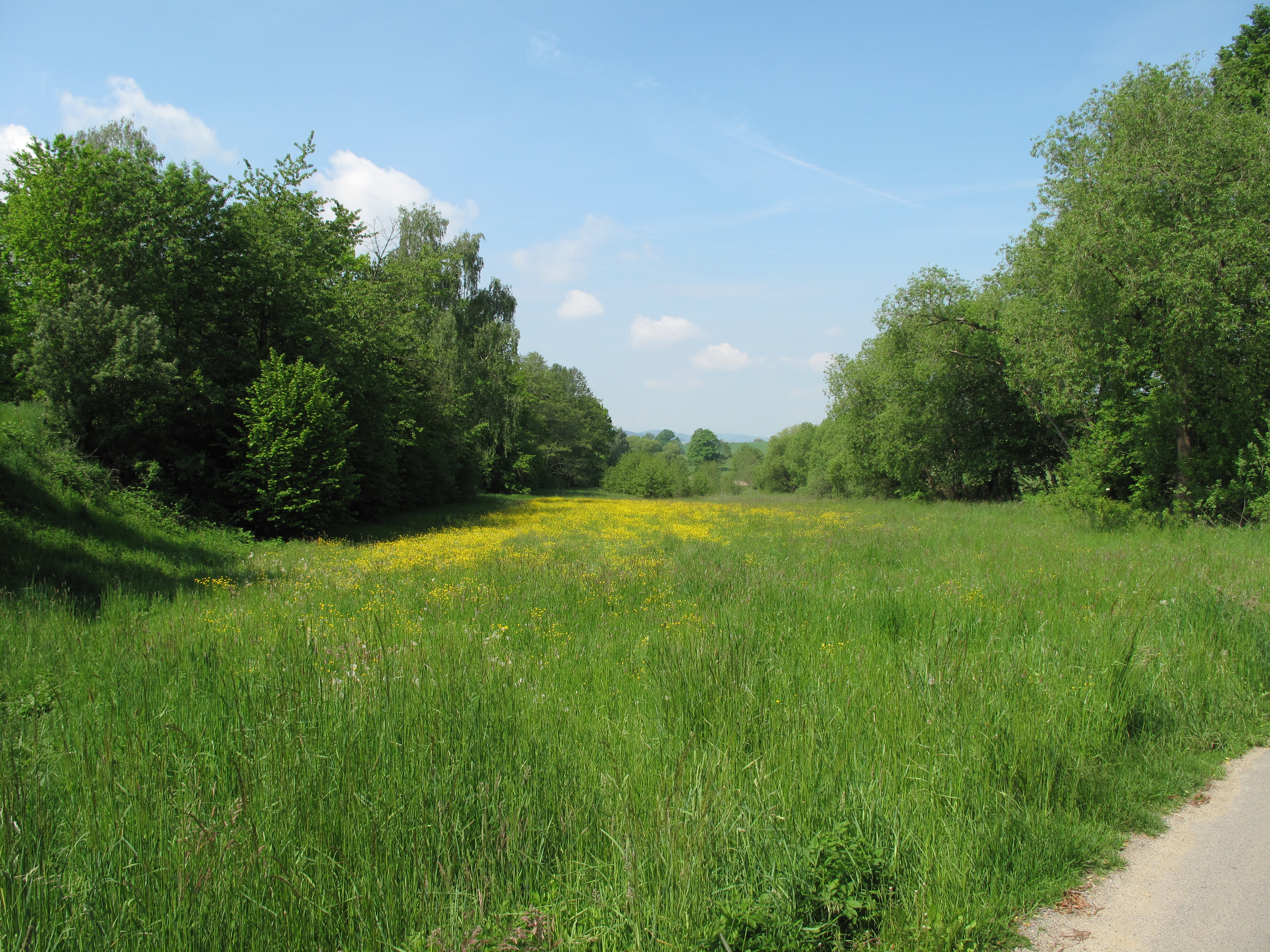
Louka